# Bacteria carrikeri
Bacteria carrikeri är en insektsart som först beskrevs av Morgan Hebard 1919.  Bacteria carrikeri ingår i släktet Bacteria och familjen Diapheromeridae. Inga underarter finns listade.